# The David
The David is het 19de album uit de stripreeks de Blauwbloezen. Het werd getekend door Lambil en het scenario werd geschreven door Cauvin. Het album werd uitgegeven in 1982.

## Het verhaal
Het verhaal begint als een Zuidelijk schip de Noordelijke barricade nadert. Als de Noordelijken het schip willen tegenhouden, vliegt hun schip zomaar in de lucht.
Aan land is korporaal Blutch de vele aanvallen die ze moeten uitvoeren, zat. Omdat hij dienst weigert, zal hij gefusilleerd worden. De executie wordt uitgesteld en op dat moment krijgt de Generale Staf het bevel om twee soldaten het geval van de ontplofte boot te laten onderzoeken. Die twee soldaten zijn Blutch en Chesterfield. Als ze slagen, wordt Blutch opnieuw een burger, Chesterfield wordt dan Luitenant. Als twee Zuidelijke oorlogsinvaliden trekken ze naar het Zuidelijke gebied. Daar ontdekken ze dat een onderzeeboot ('The David') de oorzaak is van de ellende. Als ze proberen om met een brandende sloep de ligplaats van 'The David' te vernietigen, worden ze zelf aangevallen door de duikboot. Ze vluchten naar de oever waar ze opgewacht worden door de Zuidelijken. Ze slagen erin te ontsnappen en vertellen de informatie aan de Generale Staf. Zij bedenken een oplossing voor het probleem. Helaas worden hun namen omgewisseld bij hun demobilisatie en promotie, waardoor Blutch Luitenant en Chesterfield burger wordt.

## Hoofdpersonages
- Blutch
- Cornelius Chesterfield
- Generaal Alexander
- Kapitein Stilman
- Generaal Lee
- Kakkerlak